# نفدورغا
نَفْدُورغا (بالسنسكريتية: नवदुर्गा)‏، هي تِسعةُ مَظاهرٍ وَصُورٍ ترجِعُ إلى دورغا، الإلهة العليا في الهندوسية. وتُعبد هذه المظاهرُ، على نحوٍ خاصٍ، في أثناء مِهرَجانين سنويين، أوَّلهما يُدعى (نفْرَتري)، وثانيهما يُقال له (دُورغا بُوجَا). ولقد رأى أتباعُ الطائفتين الهندوسيتين، الشاكتية والشيفاوية، أنَّ هؤلاءِ التسعةَ إلهٌ واحِد.
ووفقًا للأساطير الهندوسية، أنَّ الصور التسعة هي المراحل التسعة لدورجا خلال فترة الحرب التي دامت تسعة أيام مع ملك الشيطان ماهيشاسورا، حيث يُحتفل باليوم العاشر باسم فيجاياداشامي (حرفيًا: يوم النصر) بين الهندوس ويعتبرونه من أهم المهرجانات.

### معلومات المراجع
- "Navratri 2021: What are the nine forms of Maa Durga and the special prasad offered to them". تايمز أوف إينديا (بالإنجليزية). Archived from the original on 2023-10-10. Retrieved 2021-12-31.
- Amazzone, Laura (2010). Goddess Durga and Sacred Female Power (بالإنجليزية). University Press of America. ISBN:978-0-7618-5313-8. Archived from the original on 2023-08-29.
- Ramachandran, Nalini (2020). Nava Durga: The Nine Forms of the Goddess (بالإنجليزية). دار بنجوين للنشر. ISBN:978-93-5305-981-1. Archived from the original on 2023-08-29.